# Corb del desert
El corb del desert (Corvus ruficollis) és una espècie d'ocell de la família dels còrvids (Corvidae) que habita zones de desert de l'Àfrica Septentrional, des del Sahel cap al nord fins a prop del Mediterrani, a la Banya d'Àfrica, a Somàlia, Etiòpia i nord de Kenya, Aràbia, sud de l'Orient Pròxim, sud de l'Iran i Afganistan fins a l'oest del Pakistan.